# Мавр в рубашке

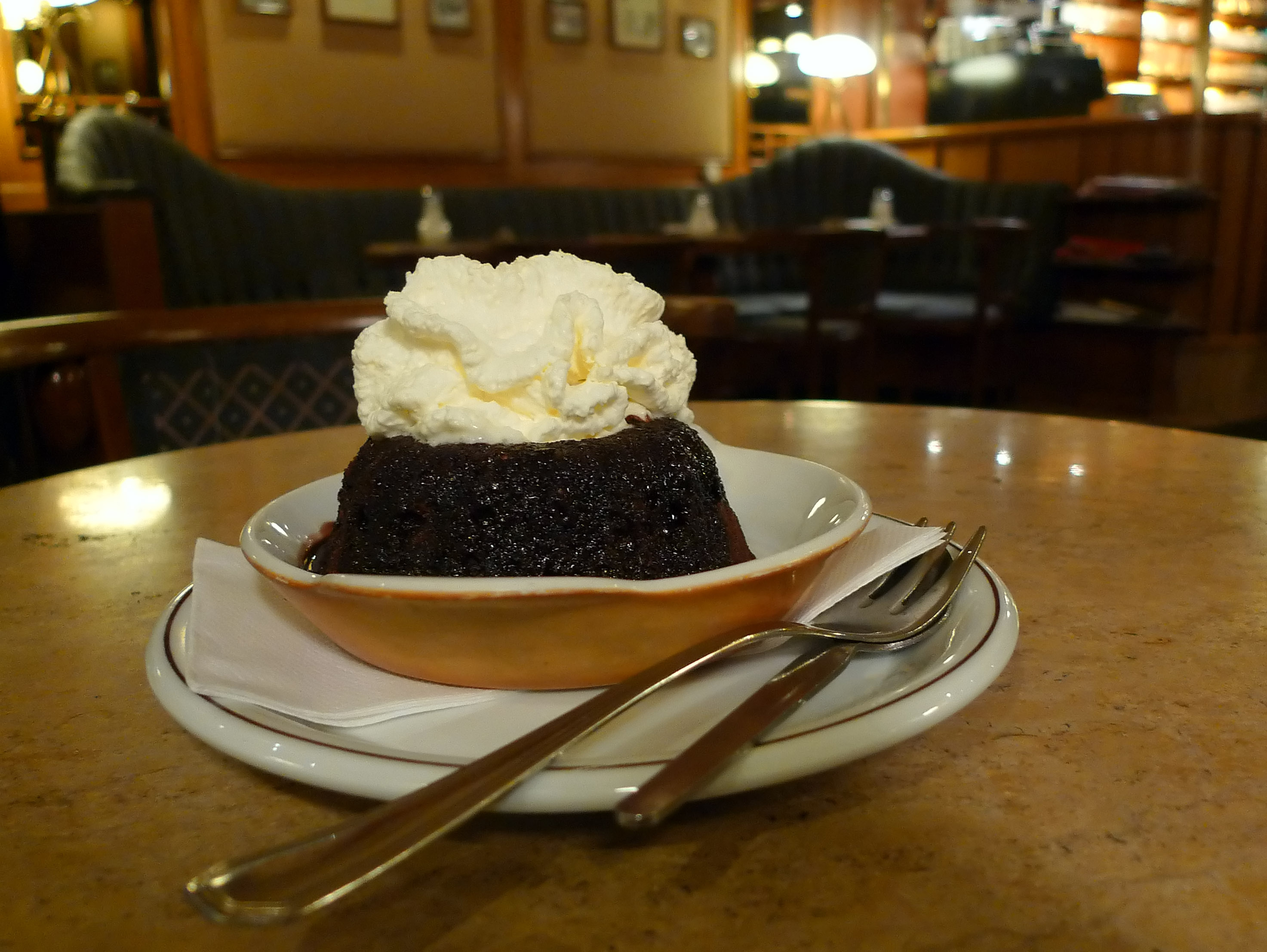
Мавр в рубашке

«Мавр в рубашке» (нем. Mohr im Hemd) — десерт австрийской кухни в форме маленького гугельхупфа (сладкая выпечка из дрожжевого теста). Основными ингредиентами являются шоколад, хлебная крошка, сахар, яичный желток, миндаль и красное вино. Как и английский рождественский пудинг, «мавр в рубашке» готовится на водяной бане. В заключение десерт обливают шоколадным соусом и украшают взбитыми сливками. Иногда «мавр в рубашке» подаётся вместе с мороженым. Помимо Австрии, «мавра в рубашке» можно отведать и в баварских кондитерских.